# Días de gallos
Días de gallos es una serie de televisión argentina dramática y musical para adolescentes, original de HBO Max. La ficción muestra la vida de un grupo de jóvenes que se dedican al freestyle. Está protagonizada por Ángela Torres, Ecko y Tomás Wicz. Además, cuenta con las actuaciones de Stuart, Klan, Cacha, Roma, Carlos Portaluppi, Paola Barrientos, Delfina Chaves, Julieta Zylberberg, Lautaro Delgado, Franco Rizzaro, Ignacio Quesada, Martín Slipak, Andrea Garrote, Laura Cymer y la presentación de Lautaro Bonomo. La se estrenó el 16 de septiembre de 2021.
En marzo del 2022, HBO Max confirmó que renovó la serie para una segunda temporada, la cual estrenó el 15 de junio de 2023.

## Sinopsis
La serie sigue la historia de León, un joven del interior que decide mudarse a Buenos Aires y se reencuentra con sus dos amigos de la infancia Andy y Rafaela, quienes lo introducen en el mundo competitivo de las batallas de freestyle. A partir de esto, León comenzará a entrenar con Rafaela para convertirse en el mejor y ganar cada una de las competencias hasta llegar la NET series y luego la Masters Cup. 

## Elenco

### Principal
- Ángela Torres como Rafaela
- Ecko como León Quinteros
- Tomás Wicz como Andy
- Stuart como «Trama» (temporada 1)
- Klan como Adrián «Killer» Fyah
- Cacha como «Futur» (temporada 1)
- Roma como Coral (temporada 1)
- Carlos Portaluppi como Elche
- Paola Barrientos como Raquel
- Delfina Chaves como Lucrecia Simoni (temporada 1)
- Julieta Zylberberg como Vanesa (temporada 1)
- Lautaro Delgado como Matías Branco
- Franco Rizzaro como Jerónimo
- Ignacio Quesada como Tkiro
- Martín Slipak como Moro
- Andrea Garrote como Ana Garrido
- Laura Cymer como Nadia (temporada 1)
- Lautaro Bonomo como Kiran

### Secundario
- Facundo Calvo como Mariano (temporada 1)
- Simón Hempe como Simón (temporada 1)
- Luca Martin como Luca (temporada 1)
- Inti como Danger (temporada 1)
- MP como Prisma (temporada 1)
- Tata como Jabulani (temporada 1)
- Sok como Mxteriox (temporada 1)
- Aczino como Dech (temporada 2)
- Diego Domínguez como Keko
- Antonio Birabent como Cristian (temporada 2)
- Stefanía Roitman como Violeta de los Santos (temporada 2)
- Tomás Fonzi como «Kala» (temporada 2)
- Guido Pennelli como David (temporada 2)

### Participaciones
- Rafael Spregelburd como Víctor (temporada 1)
- Emmanuel Horvilleur como Comprador (temporada 1)
- Edgardo Castro como Mario
- David Masajnik como Guillermo (temporada 1)
- Javier Drolas como Pedro Quinteros
- La Joaqui como Shinty (temporada 1)
- Ca7riel como Alumno rapero (temporada 1)
- Luciano Suardi como Damián Simoni (temporada 1)
- Felipe Colombo como Timo
- Ale Sergi como Comprador (temporada 1)
- Juliana Gattas como Compradora (temporada 1)
- Natalie Pérez como DJ (temporada 1)
- Mateo Sujatovich como Cheto (temporada 1)
- La Queen como Sol (temporada 1)
- Marilina Bertoldi como Profesora (temporada 1)
- NTC como Destroller (temporada 1)
- Rocío Gómez Wlosko como Bruna (temporada 2)
- Isabel Trotta como Mora (temporada 2)
- Tuli Acosta como Neri (temporada 2)
- Camila Pizzo como Gloria Cavanna (temporada 2)
- Sebastián Sinnott como Ezequiel (temporada 2)
- Pluzito como Anfitrión de la liga (temporada 2)

## Episodios
| Temporada | Temporada | Episodios | Episodios | Lanzamiento original     | Lanzamiento original     |
| --------- | --------- | --------- | --------- | ------------------------ | ------------------------ |
|           | 1         | 10        | 10        | 16 de septiembre de 2021 | 16 de septiembre de 2021 |
|           | 2         | 9         | 9         | 15 de junio de 2023      | 15 de junio de 2023      |

### Primera temporada (2021)
| N.º en serie | N.º en temp. | Título                          | Dirigido por  | Escrito por                    | Fecha de lanzamiento original |
| ------------ | ------------ | ------------------------------- | ------------- | ------------------------------ | ----------------------------- |
| 1            | 1            | «El regreso»                    | Joaquín Bonet | Joaquín Bonet y Sofía Wilhelmi | 16 de septiembre de 2021      |
| 2            | 2            | «Como una mosca en la telaraña» | Joaquín Bonet | Joaquín Bonet y Sofía Wilhelmi | 16 de septiembre de 2021      |
| 3            | 3            | «Entrenamiento»                 | Joaquín Bonet | Joaquín Bonet y Sofía Wilhelmi | 16 de septiembre de 2021      |
| 4            | 4            | «Novato»                        | Joaquín Bonet | Joaquín Bonet y Sofía Wilhelmi | 16 de septiembre de 2021      |
| 5            | 5            | «Fluidez»                       | Joaquín Bonet | Joaquín Bonet y Sofía Wilhelmi | 16 de septiembre de 2021      |
| 6            | 6            | «El último hombre»              | Joaquín Bonet | Joaquín Bonet y Sofía Wilhelmi | 16 de septiembre de 2021      |
| 7            | 7            | «Épica»                         | Joaquín Bonet | Joaquín Bonet y Sofía Wilhelmi | 16 de septiembre de 2021      |
| 8            | 8            | «Bronca»                        | Joaquín Bonet | Joaquín Bonet y Sofía Wilhelmi | 16 de septiembre de 2021      |
| 9            | 9            | «Orgullo»                       | Joaquín Bonet | Joaquín Bonet y Sofía Wilhelmi | 16 de septiembre de 2021      |
| 10           | 10           | «Sorpresa»                      | Joaquín Bonet | Joaquín Bonet y Sofía Wilhelmi | 16 de septiembre de 2021      |

### Segunda temporada (2023)
| N.º en serie | N.º en temp. | Título         | Dirigido por                        | Escrito por                    | Fecha de lanzamiento original |
| ------------ | ------------ | -------------- | ----------------------------------- | ------------------------------ | ----------------------------- |
| 11           | 1            | «Fiesta»       | Eugenio Caracoche y Mariano Ardanaz | Joaquín Bonet y Sofía Wilhelmi | 15 de junio de 2023           |
| 12           | 2            | «Reloj de oro» | Eugenio Caracoche y Mariano Ardanaz | Joaquín Bonet y Sofía Wilhelmi | 15 de junio de 2023           |
| 13           | 3            | «Equilátero»   | Eugenio Caracoche y Mariano Ardanaz | Joaquín Bonet y Sofía Wilhelmi | 15 de junio de 2023           |
| 14           | 4            | «Distancias»   | Eugenio Caracoche y Mariano Ardanaz | Joaquín Bonet y Sofía Wilhelmi | 22 de junio de 2023           |
| 15           | 5            | «Competencia»  | Eugenio Caracoche y Mariano Ardanaz | Joaquín Bonet y Sofía Wilhelmi | 22 de junio de 2023           |
| 16           | 6            | «Reparaciones» | Eugenio Caracoche y Mariano Ardanaz | Joaquín Bonet y Sofía Wilhelmi | 22 de junio de 2023           |
| 17           | 7            | «Legado»       | Eugenio Caracoche y Mariano Ardanaz | Joaquín Bonet y Sofía Wilhelmi | 29 de junio de 2023           |
| 18           | 8            | «Revancha»     | Eugenio Caracoche y Mariano Ardanaz | Joaquín Bonet y Sofía Wilhelmi | 29 de junio de 2023           |
| 19           | 9            | «Fogata»       | Eugenio Caracoche y Mariano Ardanaz | Joaquín Bonet y Sofía Wilhelmi | 29 de junio de 2023           |

## Desarrollo

### Producción
En febrero del 2019, se informó que Hernán Guerschuny y Marcelo Lavintman habían grabado un piloto de la serie que originalmente llevaba el nombre de Vida de gallos, que estuvo bajo la producción de Libero Media, HC Films y Brava Cine, con la finalidad de venderlo en España para buscar una empresa productora que se asocie al proyecto. El piloto contaba la historia de un grupo de cuatro amigos que soñoban con cambiar sus vidas a través del freestyle. En octubre del 2020, Guerschuny confirmó que el proyecto se llamaría Días de gallos, el cual iba a contar tanto con la coproducción de Zepellin Studio, como de WarnerMedia y que se vería por la plataforma HBO Max. Ese mismo mes, se informó que Joaquín Cambre se había sumado al proyecto para dirigir los episodios de la serie junto a Guerschuny.
El 10 de febrero de 2021, WarnerMedia Latin America realizó su Upfront virtual, donde anunció que la serie sería estrenada en junio de ese año junto con la llegada de la plataforma streaming de HBO Max a Latinoamérica. Asimismo, se informó que Días de gallos contaría con 10 episodios de 45 minutos cada uno, mostrando las emociones y los sueños de toda una comunidad de jóvenes talentosos que compiten entre sí mientras navegan sus relaciones de amistad, amor y sexo e intentan aprender de sus errores.

### Rodaje
La fotografía principal de la serie comenzó a finales de noviembre de 2020 en la provincia de Buenos Aires. En abril del 2021, concluyeron las grabaciones de la serie.

### Casting
El piloto original de la serie, grabado en febrero de 2019, estuvo protagonizado por Ángela Torres, Lorenzo Ferro, Wos, RepliK y Manu Vieytes, de los cuales, según lo comunicado en agosto del 2020, solamente Torres quedó confirmada para el proyecto final. En octubre de ese año, se anunció que Delfina Chaves se había unido al elenco.
En febrero de 2021, se informó que el trapero Ecko y el actor Tomás Wicz serían los otros dos protagonistas junto a Torres, quienes estarían acompañados por actores de experiencia como Julieta Zylberberg, Carlos Portaluppi y Rafael Spregelburd. Además, se anunció que la serie contaría con la presencia de otros freestylers como Roma, NTC, Klan, Cacha, La Joaqui y la actriz drag La Queen. En abril de 2021, se confirmó que los actores Franco Rizzaro, Paola Barrientos, Lautaro Delgado y Laura Cymer se habían unido al elenco, al igual que los raperos Stuart y Tata. Ese mismo mes, se informó que Ignacio Quesada se había integrado al elenco principal y que la serie tendría cameos de distintos artistas de la música.
En marzo del 2022, se anunció que Tomás Fonzi y Stefanía Roitman se unieron al elenco para su segunda temporada.

## Premios y nominaciones
| Lista de premios y nominaciones | Lista de premios y nominaciones | Lista de premios y nominaciones                                        | Lista de premios y nominaciones                                                                                | Lista de premios y nominaciones | Lista de premios y nominaciones |
| Año                             | Ceremonia de premiación         | Categoría                                                              | Nominado/a (s)                                                                                                 | Resultado                       | Ref(s)                          |
| ------------------------------- | ------------------------------- | ---------------------------------------------------------------------- | --- | ------------------------------- | ------------------------------- |
| 2021                            | Premios Argentores              | Mejor Guion Serie                                                      | Días de gallos                                                                                                 | Ganador                         | [ 21 ]                          |
| 2022                            | Produ Awards                    | Mejor Serie Infantil Juvenil                                           | Días de gallos                                                                                                 | Ganador                         | [ 22 ] [ 23 ]                   |
| 2022                            | Produ Awards                    | Mejor Actriz Principal - Serie Dramática                               | Ángela Torres                                                                                                  | Nominada                        | [ 22 ] [ 23 ]                   |
| 2022                            | Produ Awards                    | Mejor Guion - Serie                                                    | Joaquín Bonet, Hernán Guerschuny y Lucas Jinkis                                                                | Nominados                       | [ 22 ] [ 23 ]                   |
| 2022                            | Produ Awards                    | Mejor Dirección de Fotografía                                          | Guillermo Zappino y Gustavo Biazzi                                                                             | Nominados                       | [ 22 ] [ 23 ]                   |
| 2022                            | Premios Cóndor de Plata         | Mejor Serie de Comedia                                                 | Días de gallos                                                                                                 | Nominado                        | [ 24 ]                          |
| 2022                            | Premios Cóndor de Plata         | Mejor Actor Protagonista en Comedia                                    | Tomás Wicz | Nominado                        | [ 24 ]                          |
| 2022                            | Premios Cóndor de Plata         | Mejor Actriz Protagonista en Comedia                                   | Ángela Torres                                                                                                  | Nominada                        | [ 24 ]                          |
| 2022                            | Premios Cóndor de Plata         | Mejor Música Original                                                  | Nicolás Cotton                                                                                                 | Nominado                        | [ 24 ]                          |
| 2022                            | Premios Cóndor de Plata         | Mejor Canción Original                                                 | «Días de gallos» por Ángela Torres, Ecko, Mateo Rodo, Nicolás Cotton y Veeyam                                  | Nominados                       | [ 24 ]                          |
| 2022                            | Premios Cóndor de Plata         | Mejor Canción Original                                                 | «Fuego» por Ecko, Emmanuel Horvilleur, Joaquín Bonet, Mateo Rodo, Nicolás Cotton, Sofía Wilhemi, Tata y Veeyam | Nominados                       | [ 24 ]                          |
| 2023                            | Produ Awards                    | Mejor Serie Musical                                                    | Días de gallos                                                                                                 | Nominado                        | [ 25 ]                          |
| 2023                            | Produ Awards                    | Mejor Actriz Principal - Serie y Miniserie Histórica, Política, Social | Ángela Torres                                                                                                  | Nominada                        | [ 25 ]                          |
| 2023                            | Produ Awards                    | Mejor Actor Principal - Serie y Miniserie Histórica, Política, Social  | Tomás Wicz | Nominada                        | [ 25 ]                          |
| 2023                            | Premios Cóndor de Plata         | Mejor serie de comedia y/o musical                                     | Días de gallos                                                                                                 | Nominado                        | [ 26 ]                          |
| 2023                            | Premios Cóndor de Plata         | Mejor actor protagonista en comedia y/o musical                        | Tomás Wicz | Nominado                        | [ 26 ]                          |
| 2023                            | Premios Cóndor de Plata         | Mejor canción original                                                 | «El espónsor» por Cucho, Ángela Torres, Ecko y Tomás Wicz                                                      | Nominados                       | [ 26 ]                          |
| 2023                            | Premios Martín Fierro Latino    | Mejor serie musical                                                    | Días de gallos                                                                                                 | Nominado                        | [ 27 ]                          |